# 灰黑野鯪
灰黑野鯪，為輻鰭魚綱鯉形目鯉科的其中一個種。該物種於1911年由乔治·亚伯特·布兰洁描述，主要分布於非洲剛果河中游流域，體長可達4.6公分。

## 扩展阅读
維基物種上的相關：灰黑野鯪